# Bernardo Tobar
Bernardo Tobar Ante (ur. 5 stycznia 1951 w Popayán) – kolumbijski strzelec, olimpijczyk, mistrz świata i multimedalista imprez rangi kontynentalnej.

## Życiorys
Jest synem Bernardo Tobara Paredesa (miłośnika strzelectwa i wędkarstwa) oraz Cecilii Eugenii Ante Cerón. Strzelectwo uprawiał od 6 roku życia. Zajmował się także boksem, lekkoatletyką i podnoszeniem ciężarów.
Specjalizował się w strzelaniach z pistoletu. Czterokrotnie uczestniczył w igrzyskach olimpijskich (IO 1984, IO 1988, IO 1992, IO 1996), startując łącznie w 11 zawodach. Nigdy nie zdobył medalu olimpijskiego, lecz 3 razy zajmował miejsca wśród 8 najlepszych zawodników – wszystkie w pistolecie szybkostrzelnym z 25 m. Najwyższą pozycję osiągnął na zawodach w Seulu, gdzie zakwalifikował się do wąskiego finału – zajął 6. miejsce, tracąc do podium 3 punkty. Ponadto 2 razy zajął 8. lokatę na igrzyskach w Los Angeles i Barcelonie. W czasie igrzysk w Barcelonie był chorążym reprezentacji Kolumbii podczas ceremonii otwarcia igrzysk. W 1990 roku został indywidualnym mistrzem świata w pistolecie pneumatycznym z 10 m (było to jego jedyne podium na zawodach tej rangi). 11 razy stał na podium zawodów Pucharu Świata – wśród tego wyniku było 5 złotych, 3 srebrne i 3 brązowe medale.
Multimedalista imprez rangi kontynentalnej. Na igrzyskach panamerykańskich osiągnął 12 medali, w tym 3 złote, 2 srebrne i 7 brązowych. Wśród nich było 7 medali wywalczonych indywidualnie i 5 zdobytych z drużyną. Był również 11-krotnym indywidualnym medalistą mistrzostw Ameryki (5 złotych, 3 srebrne, 3 brązowe medale). Najwięcej miejsc na podium osiągnął jednak podczas igrzysk Ameryki Środkowej i Karaibów – w tej imprezie wywalczył 29 medali, w tym 9 złotych, 11 srebrnych i 9 brązowych. Do 2018 roku żaden sportowiec nie zdobył większej liczby medali na tych igrzyskach.
Karierę zawodniczą zakończył w 2004 roku. Został m.in. trenerem reprezentacji Brazylii. Wśród jego podopiecznych był medalista olimpijski Felipe Wu.
Żonaty z Glorią Esnedą Prado Orozco. Ojciec Bernarda i Nathalii (reprezentującej Stany Zjednoczone).

## Wyniki

### Igrzyska olimpijskie
| Igrzyska         | Konkurencja                   | Wynik                                | Miejsce | Źródło |
| ---------------- | ----------------------------- | ------------------------------------ | ------- | ------ |
| Los Angeles 1984 | Pistolet dowolny, 50 m        | 552 pkt. (95–93–92–93–85–94)         | 17      | [ 13 ] |
| Los Angeles 1984 | Pistolet szybkostrzelny, 25 m | 590 pkt. (296–294)                   | 8       | [ 3 ]  |
| Seul 1988        | Pistolet dowolny, 50 m        | 552 pkt. (87–93–95–95–91–91)         | 29      | [ 14 ] |
| Seul 1988        | Pistolet pneumatyczny, 10 m   | 573 pkt. (96–96–98–96–93–94)         | 29      | [ 15 ] |
| Seul 1988        | Pistolet szybkostrzelny, 25 m | 690 pkt. 593 pkt. (296–297)+97 pkt.  | 6       | [ 2 ]  |
| Barcelona 1992   | Pistolet dowolny, 50 m        | 553 pkt. (90–94–94–97–88–90)         | 22      | [ 16 ] |
| Barcelona 1992   | Pistolet pneumatyczny, 10 m   | 572 pkt. (96–96–97–94–95–94)         | 31      | [ 17 ] |
| Barcelona 1992   | Pistolet szybkostrzelny, 25 m | 776 pkt. 587 pkt. (294–293)+189 pkt. | 8       | [ 4 ]  |
| Atlanta 1996     | Pistolet dowolny, 50 m        | 558 pkt. (89–95–87–95–96–96)         | 16      | [ 18 ] |
| Atlanta 1996     | Pistolet pneumatyczny, 10 m   | 577 pkt. (95–93–97–98–96–98)         | 19      | [ 19 ] |
| Atlanta 1996     | Pistolet szybkostrzelny, 25 m | 565 pkt. (279–286)                   | 23      | [ 20 ] |

### Medale na mistrzostwach świata
Opracowano na podstawie materiałów źródłowych:
| Mistrzostwa | Konkurencja                 | Wynik                  | Miejsce |
| ----------- | --------------------------- | ---------------------- | ------- |
| Moskwa 1990 | Pistolet pneumatyczny, 10 m | 682,6 pkt. (581+101,6) |         |